# 佐藤英明 (テーラー)
佐藤 英明は、日本のテーラー。
2000年に銀座にペコラ銀座をオープン。祖父から3代続くテーラー。
日本での師匠は三島由紀夫の『楯の会』の制服デザインで有名なデザイナー五十嵐九十九。
イタリア修行時代の師匠はヨーロッパ貴族のお抱えテーラーで有名な、マリオ・ペコラ。